# Heureka
Heureka (Εὕρηκα, ofta transkriberat eureka; uttal: /ˈhɛvrɛka/) är grekiska och betyder "Jag har funnit (det)". Enligt Vitruvius skall Arkimedes ha sagt detta när han kom på hur han skulle mäta volymen på ett oregelbundet format föremål (snarare än Arkimedes princip).
Uttrycket Eureka! ("Jag har funnit det") är USA:s delstat Kaliforniens motto.